# San Giorgio in Bosco
San Giorgio in Bosco ist eine nordostitalienische Gemeinde (comune) mit 6412 Einwohnern (Stand 31. Dezember 2023) in der Provinz Padua in Venetien. Die Gemeinde liegt etwa 20,5 Kilometer nordnordwestlich von Padua an der Brenta. Im Nordwesten von San Giorgio di Bosco fließt die Tergola.

## Wirtschaft
In San Giorgio die Bosco wurde Acqua Vera (heute: Nestlé Vera) als Unternehmen 1979 begründet.

## Persönlichkeiten
- Giorgio Favaro (1922–2002), Radrennfahrer